# Bakonyi erdőispánság
A bakonyi erdőispánság királyi udvarbirtok volt, amelyik a 12. században alakult, a Bakony erdő területén. Vára, várszervezete, várbirtoka, számottevő lakossága nem volt. Az erdőispánság hosszú ideig királyi tulajdon maradt, nem voltak területén eladományozások, ezért nem alakult ki saját nemessége és nem alakult önálló nemesi vármegyévé. A 15. században a királyi vármegyerendszer felbomlása után beolvadt a nemesi Veszprém vármegyébe.
Vezetője a bakonyi ispán (comes de Bakon) volt, aki nem megyés ispán, hanem az erdőispánságnak, mint királyi magánbirtoknak a gondnoka. Helyettese a curialis comes, egyik ismert tisztségviselője a szolgálónépei többségét kitevő erdőóvó–ardók száznagya volt.